# 維克托里鎮區 (愛荷華州加斯里縣)
維克托里鎮區（英語：Victory Township）是位於美國愛荷華州加斯里縣的一個行政鎮區。

## 地方資料
根據2010年美國人口普查的數據，維克托里鎮區的面積為95.13平方千米，當中陸地面積為92.38平方千米，而水域面積為2.75平方千米。當地共有人口861人，而人口密度為每平方千米9.05人。